# Stupkî, Poltava
Stupkî (în ucraineană Ступки) este un sat în comuna Nesterenkî din raionul Poltava, regiunea Poltava, Ucraina.

## Demografie
Componența lingvistică a localității Stupkî
     Ucraineană (97,87%)
     Română (2,13%)
Conform recensământului din 2001, majoritatea populației localității Stupkî era vorbitoare de ucraineană (97,87%), existând în minoritate și vorbitori de română (2,13%).